# فابیو روجریو کوریا لوپز
فابیو روجریو کوریا لوپز (به پرتغالی: Fábio Rogério Correa Lopes) مهاجم اهل برزیل است که در شهر لویی نهم و در تاریخ ۲۴ مهٔ ۱۹۸۵ به دنیا آمده‌است.
فابیو روجریو کوریا لوپز در تیم‌های فوتبال ASA سابقهٔ حضور دارد.